# 1241 dans les croisades
Cette page regroupe les évènements concernant les Croisades qui sont survenus en 1241 :
- 12 mars : Raymond VII doit renouveler à Montargis son serment de lutter contre les Cathares[1].
- 3 mai : Après avoir fait confirmer par le sultan d'Égypte les cessions de territoires faites par l'émir de Damas en faveur des Francs, Richard de Cornouailles quitte la Terre sainte[2].
- juillet : Raymond VII assiège le château de Montségur, puis lève le siège sans donner l'assaut[1].
- 28 août : mort de Léon V, roi d'Arménie[3].
- Mort de Guy Ier Embriaco, seigneur du Gibelet[4].
- Jean d'Ibelin, hérite de la seigneurie d'Arsouf[5].
- La colonne surmontée du Lion 'de Venise' est volée à Constantinople (Cathédrale Hagia Sophia) dans les pillages de la Nouvelle Rome par les Croisés en 1204 ! Elle se trouve aujourd'hui à Venise, Place San Marco.